# Benhausen
Benhausen ist ein östlicher Stadtbezirk von Paderborn im Osten Nordrhein-Westfalens. Mit etwa 2450 Einwohnern ist er einer der kleineren Stadtbezirke der Paderstadt. Bis 1974 war Benhausen eine eigenständige Gemeinde im Amt Altenbeken. Im Volksmund wird der Ort häufig auch nur kurz Bensen genannt.

## Geografie

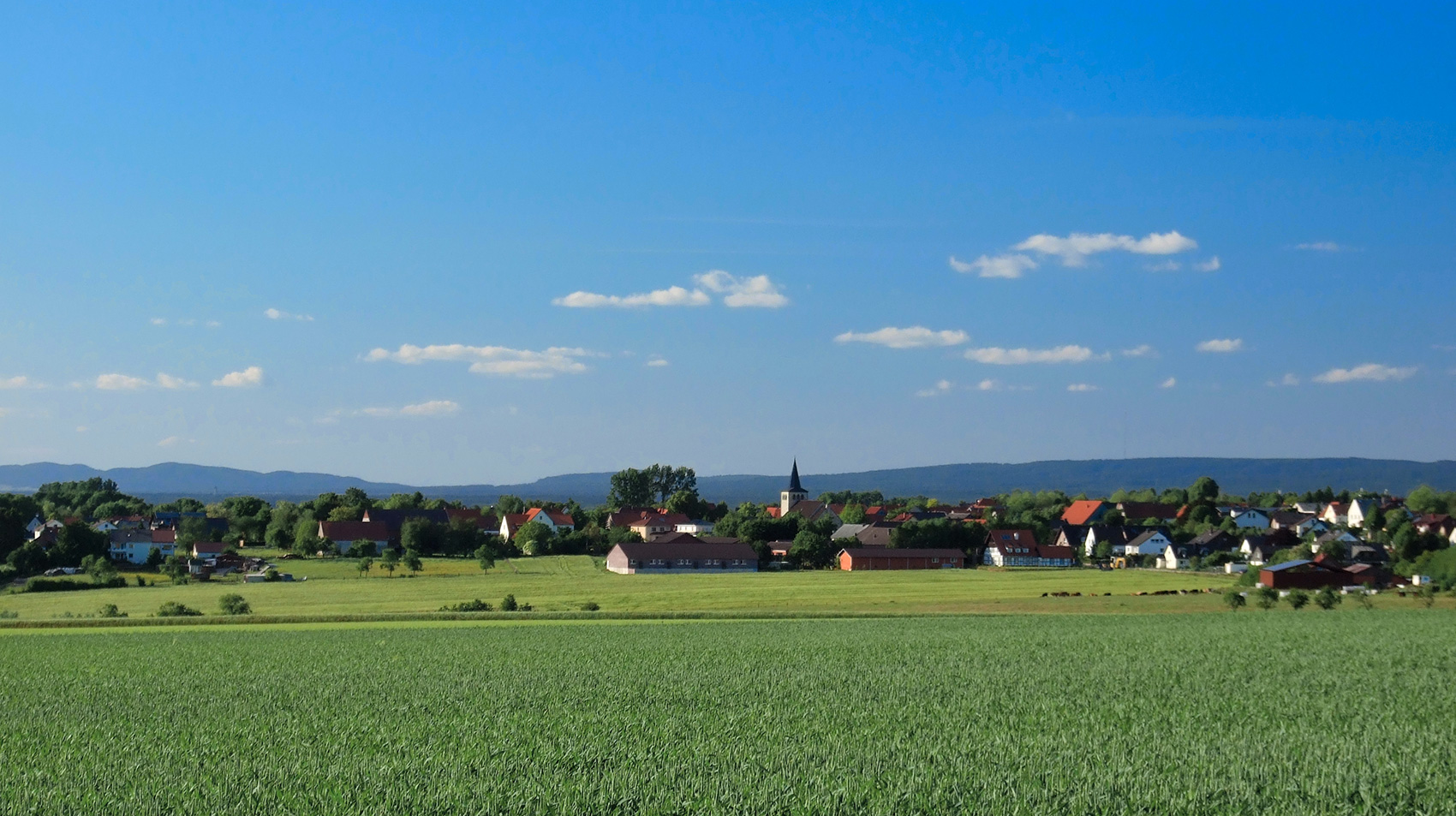
Benhausen von Süden aus gesehen

Benhausen liegt nordöstlich der Kernstadt Paderborn bei 51° 45' Nord und 8° 49' Ost im Norden der Paderborner Hochfläche am Westrand des Eggegebirges auf einer Höhe von 193 m ü. NN. Südlich des Dorfes fließt die Gotte, deren Abfluss durch das Hochwasserrückhaltebecken Benhausen reguliert wird. Die Beke bildet im Nordosten auf etwa 400 m die Grenze gegen den Stadtbezirk Neuenbeken und auf etwa 300 m die gegen Marienloh. Die Ortschaft gehört zum Einzugsgebiet der Lippe.

### Ausdehnung der Ortschaft
Benhausen umfasst eine Fläche von 9,9 km². Die Nord-Süd-Ausdehnung beträgt etwa 5 km, die West-Ost-Ausdehnung etwa 3 km.

### Nachbarorte
Im Norden beginnend im Uhrzeigersinn grenzen an Benhausen die Paderborner Stadtbezirke Marienloh, Neuenbeken, Dahl und die Paderborner Kernstadt.

## Geschichte
Seit dem frühen Mittelalter gehört das Gebiet von Benhausen zum späteren Hochstift Paderborn.
1802 verliert das Hochstift Paderborn mit der Inbesitznahme durch Preußen seine staatliche Selbständigkeit. In Preußen gehört Benhausen zum Unterwaldischen Kreis. Von 1807 bis 1813 gehört Benhausen zum Kanton Lippspringe im Departement der Fulda des Königreichs Westphalen. Nach der napoleonischen Niederlage fällt Benhausen 1813  an Preußen zurück, wird 1815 in die neue Provinz Westfalen eingegliedert und kommt durch Erlass der Königlichen Regierung in Minden 1816 zum neuen Kreis Paderborn. Im Kreis Paderborn gehört Benhausen zum Amt Lippspringe.
1921 wird Lippspringe aus der Amtseinteilung gelöst und der bisherige dortige Amtssitz nach Altenbeken verlegt. Daraufhin erhält das Amt Lippspringe den Namen „Amt Altenbeken“.
Am 1. Januar 1975 wird Benhausen ein Stadtbezirk Paderborns.

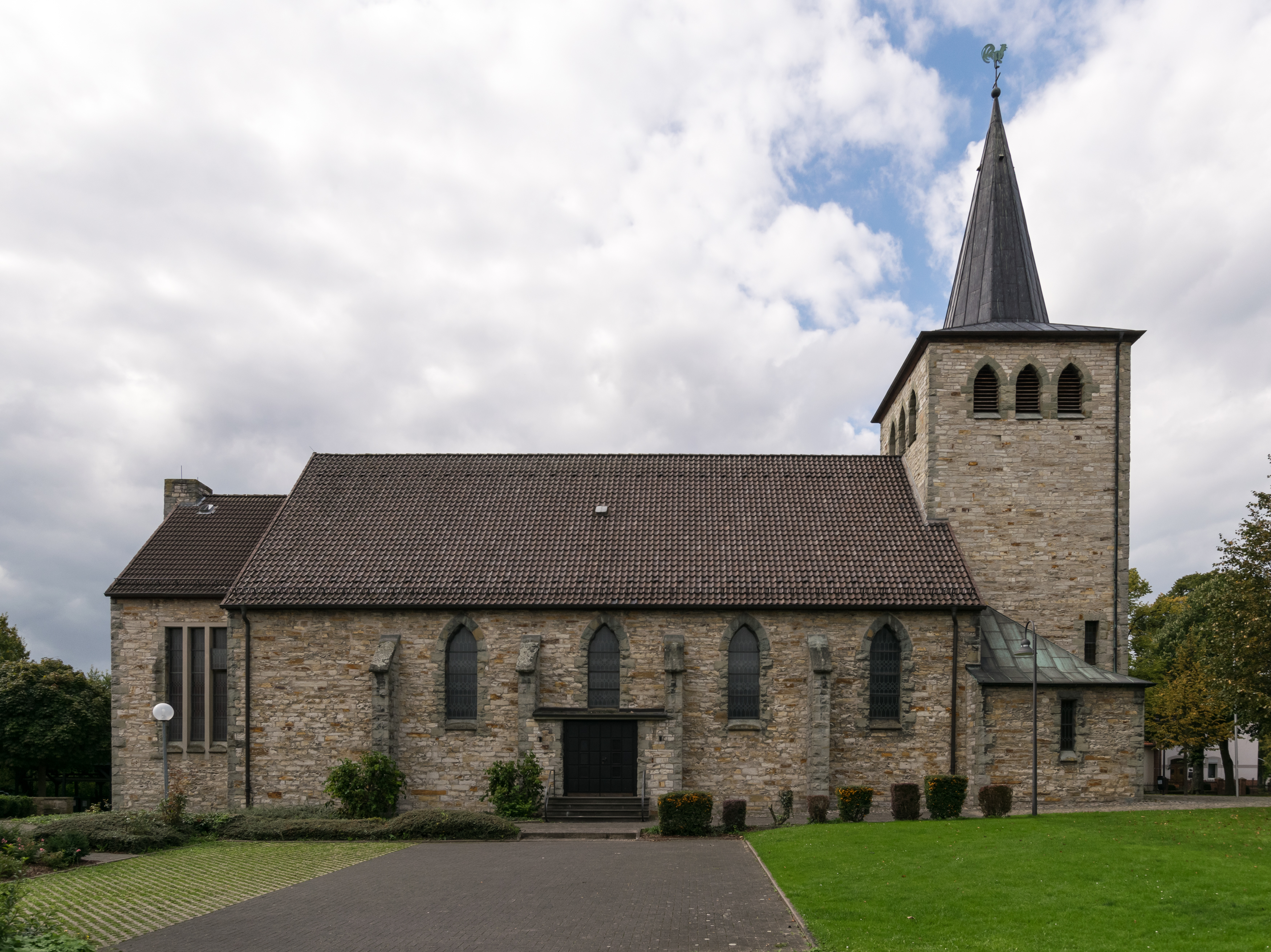
Kath. Kirche Sankt Alexius

### Religionen

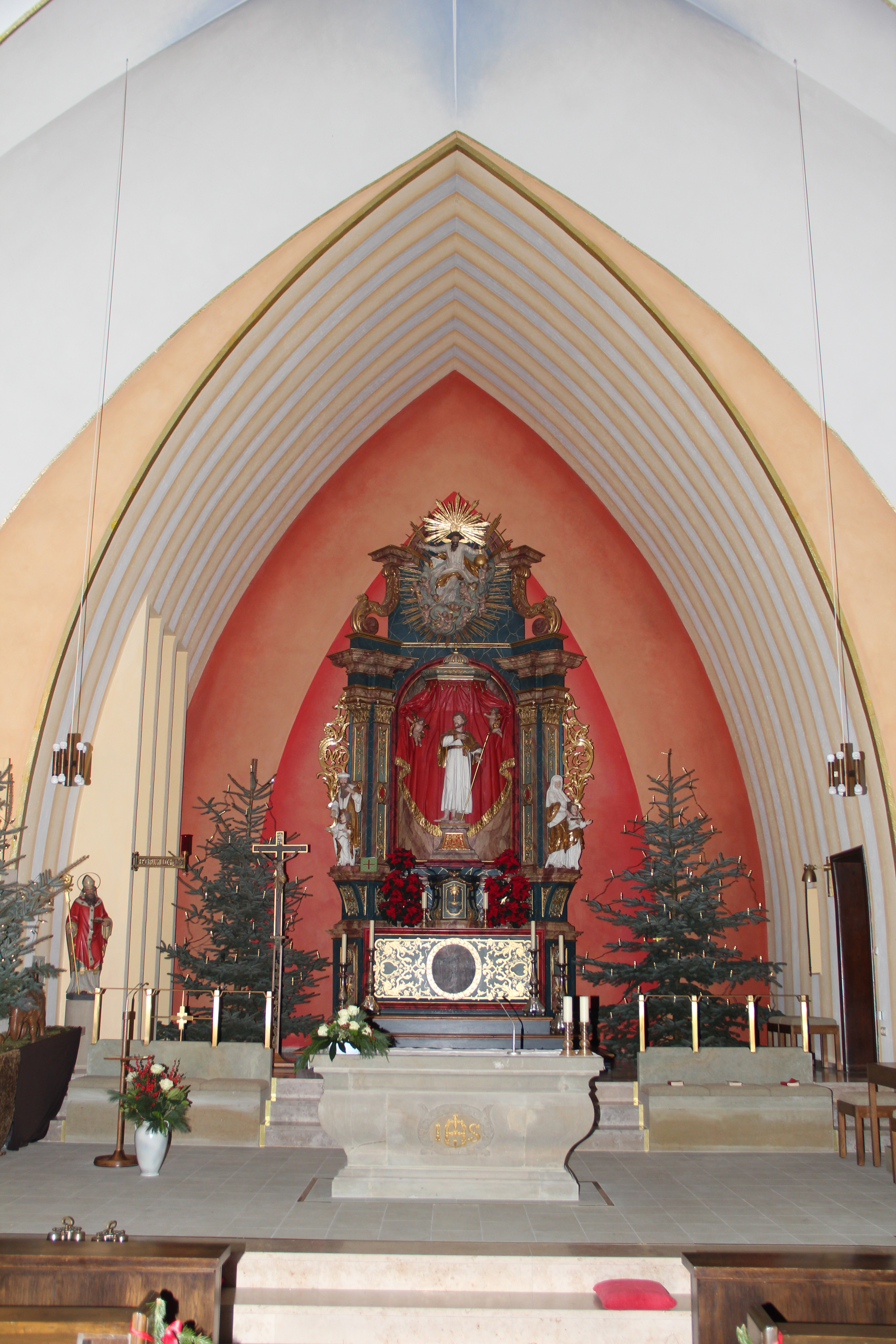
Innenansicht der St. Alexiuskirche in Benhausen

Wie alle Orte des ehemaligen Hochstifts Paderborn hat auch Benhausen eine mehrheitlich katholische Bevölkerung. Für diese gibt es die Pfarrvikarie Sankt Alexius im Dekanat Paderborn der Seelsorgeregion Hochstift im Erzbistum Paderborn.
Die Lutheraner in Benhausen gehören zur evangelischen Kirchengemeinde Bad Lippspringe im Kirchenkreis Paderborn der Evangelischen Kirche von Westfalen.

### Eingemeindungen
1879 wurde der bis dahin zur Gemeinde Benhausen gehörende Weiler Dören in die Stadt Paderborn umgegliedert. 
Im Rahmen der nordrhein-westfälischen Gebietsreform wurde die bis dahin eigenständige und dem Amt Altenbeken angehörige Gemeinde zum 1. Januar 1975 mit dem „Gesetz zur Neugliederung der Gemeinden und Kreise des Neugliederungsraumes Sauerland/Paderborn (Sauerland/Paderborn-Gesetz)“ vom 5. November 1974 mit der Stadt Paderborn und den Gemeinden Dahl, Elsen, Neuenbeken (größtenteils), Sande und Schloß Neuhaus zur neuen Stadt Paderborn zusammengeschlossen.

### Einwohnerentwicklung
Die Zahl der Einwohner hat sich von 1950 bis Ende 2011 mehr als verdoppelt.
| Jahr            | Einwohner |
| --------------- | --------- |
| 1950 (13. Sep.) | 1049      |
| 1961 (6. Juni)  | 905       |
| 1970 (27. Mai)  | 1107      |
| 1974 (30. Juni) | 1332      |
| 2006 (31. Dez.) | 2345      |
| 2007 (31. Dez.) | 2331      |
| 2010 (30. Sep.) | 2384      |
| 2011 (31. Dez.) | 2378      |
| 2013 (31. Dez.) | 2359      |
| 2023 (28. Feb.) | 2450      |

## Politik

### Stadtratswahlen
Bei der letzten Kommunalwahl 2004 gaben die Bürger Benhausens ihre Stimmen bei der Wahl zum Paderborner Stadtrat wie folgt ab:
- CDU 49,70 %
- SPD 17,23 %
- Grüne 10,89 %
- FBI 5,45 %
- FDP 14,06 %
- DIP 2,67 %

### Ortsvorsteher
- Franz Driller (CDU)

## Verkehr
Benhausen ist über die Landesstraßen L755 in West-Ost-Richtung zwischen Paderborner Kernstadt im Westen und dem Paderborner Stadtteil Neuenbeken Richtung Altenbeken im Osten sowie in Nord-Süd-Richtung über die L937 zwischen Schlangen und Bad Lippspringe im Norden zur B64 im Süden an den außerörtlichen Verkehr angebunden. Eine Besonderheit besteht durch den Benser Bogen der Bahnstrecke Hamm–Warburg zwischen Paderborn Hauptbahnhof und dem Eisenbahnknoten Altenbeken, der die L755 zweimal und die L937 im Norden einmal außerhalb der Ortsbebauung quert und dabei einen Bogen um den Ort vollzieht. Bei Bahnverkehr war Benhausen daher in Notfällen und Rettungseinsätzen nur über Süden her schnell erreichbar. Jahrzehntelang wurde hier um eine Neutrassierung und „Begradigung“ der Bahnstrecke gekämpft. Nachdem hierfür keine Mittel bereitgestellt wurden, wird ab 2016 daher eine Untertunnelung der Bahnstrecke im Westen errichtet, damit der Ort nach der geplanten Fertigstellung  auch in Notfällen besser erreichbar ist. Über einen eigenen Haltepunkt der Bahn verfügt Benhausen nicht.
Im ÖPNV ist Benhausen im Netzverkehr des PaderSprinters und der BahnBus Hochstift enthalten.